# シュタウディンガー反応
シュタウディンガー反応（シュタウディンガーはんのう、Staudinger reaction）とは、有機合成反応のひとつ。アジドとホスフィン（または亜リン酸エステル）が作用するとイミノホスホランを生じる反応（下式1）のこと。発明者のヘルマン・シュタウディンガーにその名をちなんでいる。
イミノホスホランはアザイリドとも呼ばれ、加水分解によりアミンとホスフィンオキシドに変わる（下式2）。シュタウディンガー反応を鍵反応とした、アジドからアミンへの還元反応はシュタウディンガー還元と呼ばれる。アザイリドはまた、アルデヒドと反応してイミンを与える（アザ-ウィッティヒ反応、下式3）。ホスフィンとしては通常トリフェニルホスフィンが用いられ、反応後にはトリフェニルホスフィンオキシドに変わる。
1. {\displaystyle {\ce {{R-N3}+ P(C6H5)3 -> R-N=P(C6H5)3}}}
2. {\displaystyle {\ce {{R-N=P(C6H5)3}+ H2O -> {R-NH2}+ O=P(C6H5)3}}}
3. {\displaystyle {\ce {{R-N=P(C6H5)3}+ R'CHO -> R-N=CHR'}}}

## 反応機構
反応機構は、ホスフィンのリン原子がアジドの末端窒素に求核攻撃・付加し、4員環中間体を経て窒素を脱離させながらイミンを与えると考えられている。